# Шифтингбордс
Шифтингбордс — сплошной ряд досок, проходящих по всей длине судна от носа до кормы. Шифтингбордсами первоначально оборудовались клиперы, перевозящих зерно, которое ведёт себя на волнении почти как жидкость и даже при незначительном крене судна может сместиться на один борт и вызвать опрокидывание судна. Их установка рекомендовалась до недавнего времени на твиндечных судах. В настоящее время шифтингбордсы также применяются на судах для перевозки сыпучих грузов.
Шифтингбордсы устанавливаются в специальных гнёздах, устроенных в поперечных комингсах люка или в пиллерсах под ними. Пролёт упрочняется стойками, прикрепляемыми к бортам при помощи тросов. При перевозке несыпучих грузов, когда необходимость в шифтингбордсах отпадает, их закрепляют на бортах или переборках.